# 賓陽戰鬥
賓陽戰鬥發生於1930年10月14日，地點則是在中國桂南一帶，是國民革命軍內部所發生的內戰戰鬥之一。賓陽戰鬥的交戰雙方，一方為滇軍張沖師部，另一方為粵軍張發奎軍部。